# Insieme transitivo
In matematica, e in particolare in teoria degli insiemi, un insieme {\displaystyle A} si dice transitivo se vale una delle seguenti condizioni equivalenti:
- se {\displaystyle x\in A} e {\displaystyle y\in x}, allora {\displaystyle y\in A} .
- se {\displaystyle x\in A} e {\displaystyle x} non è un Ur-elemento, allora {\displaystyle x} è un sottoinsieme di {\displaystyle A} .

Allo stesso modo, una classe {\displaystyle M} è detta transitiva se ogni elemento di {\displaystyle M} è un sottoinsieme di {\displaystyle M} .

## Esempi
Un insieme è detto numero ordinale se è transitivo e totalmente ordinato dall'appartenenza. La classe di tutti gli ordinali è una classe transitiva.
Uno qualsiasi dei livelli {\displaystyle V_{\alpha }} e {\displaystyle L_{\alpha }} che portano alla costruzione dell'universo di von Neumann {\displaystyle V} e dell'universo costruibile di Gödel {\displaystyle L} sono insiemi transitivi. Gli universi {\displaystyle V} e {\displaystyle L} sono essi stessi classi transitive.
Quello che segue è un elenco completo di tutti gli insiemi transitivi finiti con un massimo di 20 parentesi:
- {\displaystyle \{\},}
- {\displaystyle \{\{\}\},}
- {\displaystyle \{\{\},\{\{\}\}\},}
- {\displaystyle \{\{\},\{\{\}\},\{\{\{\}\}\}\},}
- {\displaystyle \{\{\},\{\{\}\},\{\{\},\{\{\}\}\}\},}
- {\displaystyle \{\{\},\{\{\}\},\{\{\{\}\}\},\{\{\{\{\}\}\}\}\},}
- {\displaystyle \{\{\},\{\{\}\},\{\{\{\}\}\},\{\{\},\{\{\}\}\}\},}
- {\displaystyle \{\{\},\{\{\}\},\{\{\{\}\}\},\{\{\},\{\{\{\}\}\}\}\},}
- {\displaystyle \{\{\},\{\{\}\},\{\{\{\}\}\},\{\{\{\}\},\{\{\{\}\}\}\}\},}
- {\displaystyle \{\{\},\{\{\}\},\{\{\{\},\{\{\}\}\}\},\{\{\},\{\{\}\}\}\},}
- {\displaystyle \{\{\},\{\{\}\},\{\{\{\}\}\},\{\{\},\{\{\}\},\{\{\{\}\}\}\}\},}
- {\displaystyle \{\{\},\{\{\}\},\{\{\},\{\{\}\}\},\{\{\},\{\{\},\{\{\}\}\}\}\},}
- {\displaystyle \{\{\},\{\{\}\},\{\{\},\{\{\}\}\},\{\{\{\}\},\{\{\},\{\{\}\}\}\}\},}
- {\displaystyle \{\{\},\{\{\}\},\{\{\{\}\}\},\{\{\{\{\}\}\}\},\{\{\},\{\{\}\}\}\},}
- {\displaystyle \{\{\},\{\{\}\},\{\{\},\{\{\}\}\},\{\{\},\{\{\}\},\{\{\},\{\{\}\}\}\}\},}
- {\displaystyle \{\{\},\{\{\}\},\{\{\{\}\}\},\{\{\{\{\}\}\}\},\{\{\{\{\{\}\}\}\}\}\},}
- {\displaystyle \{\{\},\{\{\}\},\{\{\{\}\}\},\{\{\{\{\}\}\}\},\{\{\},\{\{\{\}\}\}\}\},}
- {\displaystyle \{\{\},\{\{\}\},\{\{\{\}\}\},\{\{\{\},\{\{\}\}\}\},\{\{\},\{\{\}\}\}\},}
- {\displaystyle \{\{\},\{\{\}\},\{\{\{\}\}\},\{\{\},\{\{\}\}\},\{\{\},\{\{\{\}\}\}\}\},}
- {\displaystyle \{\{\},\{\{\}\},\{\{\{\}\}\},\{\{\{\{\}\}\}\},\{\{\},\{\{\{\{\}\}\}\}\}\},}
- {\displaystyle \{\{\},\{\{\}\},\{\{\{\}\}\},\{\{\{\{\}\}\}\},\{\{\{\}\},\{\{\{\}\}\}\}\},}
- {\displaystyle \{\{\},\{\{\}\},\{\{\{\}\}\},\{\{\},\{\{\}\}\},\{\{\},\{\{\},\{\{\}\}\}\}\},}
- {\displaystyle \{\{\},\{\{\}\},\{\{\{\}\}\},\{\{\},\{\{\}\}\},\{\{\{\}\},\{\{\{\}\}\}\}\},}
- {\displaystyle \{\{\},\{\{\}\},\{\{\{\}\}\},\{\{\{\{\}\}\}\},\{\{\{\}\},\{\{\{\{\}\}\}\}\}\},}
- {\displaystyle \{\{\},\{\{\}\},\{\{\{\}\}\},\{\{\{\{\}\}\}\},\{\{\},\{\{\}\},\{\{\{\}\}\}\}\},}
- {\displaystyle \{\{\},\{\{\}\},\{\{\{\}\}\},\{\{\{\},\{\{\{\}\}\}\}\},\{\{\},\{\{\{\}\}\}\}\},}
- {\displaystyle \{\{\},\{\{\}\},\{\{\{\}\}\},\{\{\},\{\{\}\}\},\{\{\{\}\},\{\{\},\{\{\}\}\}\}\},}
- {\displaystyle \{\{\},\{\{\}\},\{\{\{\}\}\},\{\{\},\{\{\}\}\},\{\{\},\{\{\}\},\{\{\{\}\}\}\}\},}
- {\displaystyle \{\{\},\{\{\}\},\{\{\{\}\}\},\{\{\},\{\{\{\}\}\}\},\{\{\{\}\},\{\{\{\}\}\}\}\},}
- {\displaystyle \{\{\},\{\{\}\},\{\{\{\}\}\},\{\{\{\{\}\}\}\},\{\{\{\{\}\}\},\{\{\{\{\}\}\}\}\}\},}
- {\displaystyle \{\{\},\{\{\}\},\{\{\{\}\}\},\{\{\{\{\}\}\}\},\{\{\},\{\{\}\},\{\{\{\{\}\}\}\}\}\},}
- {\displaystyle \{\{\},\{\{\}\},\{\{\{\}\}\},\{\{\},\{\{\}\}\},\{\{\{\{\}\}\},\{\{\},\{\{\}\}\}\}\},}
- {\displaystyle \{\{\},\{\{\}\},\{\{\{\}\}\},\{\{\},\{\{\}\}\},\{\{\},\{\{\}\},\{\{\},\{\{\}\}\}\}\},}
- {\displaystyle \{\{\},\{\{\}\},\{\{\{\}\}\},\{\{\},\{\{\{\}\}\}\},\{\{\},\{\{\},\{\{\{\}\}\}\}\}\},}
- {\displaystyle \{\{\},\{\{\}\},\{\{\{\}\}\},\{\{\},\{\{\{\}\}\}\},\{\{\},\{\{\}\},\{\{\{\}\}\}\}\},}
- {\displaystyle \{\{\},\{\{\}\},\{\{\{\{\},\{\{\}\}\}\}\},\{\{\{\},\{\{\}\}\}\},\{\{\},\{\{\}\}\}\},}
- {\displaystyle \{\{\},\{\{\}\},\{\{\{\},\{\{\}\}\}\},\{\{\},\{\{\}\}\},\{\{\},\{\{\},\{\{\}\}\}\}\},}
- {\displaystyle \{\{\},\{\{\}\},\{\{\{\}\}\},\{\{\{\{\}\}\}\},\{\{\},\{\{\{\}\}\},\{\{\{\{\}\}\}\}\}\},}
- {\displaystyle \{\{\},\{\{\}\},\{\{\{\}\}\},\{\{\{\{\}\},\{\{\{\}\}\}\}\},\{\{\{\}\},\{\{\{\}\}\}\}\},}
- {\displaystyle \{\{\},\{\{\}\},\{\{\{\}\}\},\{\{\},\{\{\}\}\},\{\{\},\{\{\{\}\}\},\{\{\},\{\{\}\}\}\}\},}
- {\displaystyle \{\{\},\{\{\}\},\{\{\{\}\}\},\{\{\},\{\{\{\}\}\}\},\{\{\{\}\},\{\{\},\{\{\{\}\}\}\}\}\},}
- {\displaystyle \{\{\},\{\{\}\},\{\{\{\}\}\},\{\{\{\}\},\{\{\{\}\}\}\},\{\{\},\{\{\}\},\{\{\{\}\}\}\}\},}
- {\displaystyle \{\{\},\{\{\}\},\{\{\{\},\{\{\}\}\}\},\{\{\},\{\{\}\}\},\{\{\},\{\{\{\},\{\{\}\}\}\}\}\},}
- {\displaystyle \{\{\},\{\{\}\},\{\{\{\},\{\{\}\}\}\},\{\{\},\{\{\}\}\},\{\{\{\}\},\{\{\},\{\{\}\}\}\}\},}
- {\displaystyle \{\{\},\{\{\}\},\{\{\{\}\}\},\{\{\{\{\}\}\}\},\{\{\{\{\{\}\}\}\}\},\{\{\},\{\{\}\}\}\},}
- {\displaystyle \{\{\},\{\{\}\},\{\{\{\}\}\},\{\{\{\{\}\}\}\},\{\{\{\},\{\{\}\}\}\},\{\{\},\{\{\}\}\}\},}
- {\displaystyle \{\{\},\{\{\}\},\{\{\{\}\}\},\{\{\{\{\}\}\}\},\{\{\},\{\{\}\}\},\{\{\},\{\{\{\}\}\}\}\}.}

## Proprietà
Un insieme {\displaystyle X} è transitivo se e solo se {\textstyle \bigcup X\subseteq X}, dove {\textstyle \bigcup X} è l'unione di tutti gli elementi di {\displaystyle X} che sono insiemi, {\textstyle \bigcup X=\{y\mid \exists x\in X:y\in x\}}.
Se {\displaystyle X} è transitivo, anche {\textstyle \bigcup X} è transitivo.
Se {\displaystyle X} e {\displaystyle Y} sono transitivi, {\displaystyle X\cup Y} e {\displaystyle X\cup Y\cup \{X,Y\}} sono transitivi. In generale, se {\displaystyle Z} è una classe i cui elementi sono insiemi transitivi, allora {\textstyle \bigcup Z} e {\textstyle Z\cup \bigcup Z} sono transitivi. (La prima affermazione di questo paragrafo si ottiene nel caso di {\displaystyle Z=\{X,Y\}}.)
Un insieme {\displaystyle X} che non contiene Ur-elementi è transitivo se e solo se è un sottoinsieme del proprio insieme potenza, {\textstyle X\subseteq {\mathcal {P}}(X).} L'insieme potenza di un insieme transitivo senza Ur-elementi è transitivo.

## Chiusura transitiva
La chiusura transitiva {\displaystyle \operatorname {TC} (X)} di un insieme {\displaystyle X} è il più piccolo insieme transitivo che contiene {\displaystyle X} come sottoinsieme, {\textstyle X\subseteq \operatorname {TC} (X)}. Dato l'insieme {\displaystyle X}, la sua chiusura transitiva risulta essere
{\displaystyle \operatorname {TC} (X)=\bigcup \left\{X,\;\bigcup X,\;\bigcup \bigcup X,\;\bigcup \bigcup \bigcup X,\;\bigcup \bigcup \bigcup \bigcup X,\ldots \right\}.}
Infatti, denotando {\textstyle X_{0}=X} e {\textstyle X_{n+1}=\bigcup X_{n}}, vogliamo mostrare che l'insieme
{\displaystyle T=\bigcup _{n=0}^{\infty }X_{n}}
è transitivo e che per ogni {\textstyle T_{1}} insieme transitivo che contiene {\textstyle X} come sottoinsieme, si abbia {\textstyle T\subseteq T_{1}}.
Mostriamo che {\displaystyle T} è transitivo. Siano {\textstyle y\in x\in T}. Ma allora esiste {\textstyle n} tale che {\textstyle x\in X_{n}} e pertanto {\textstyle y\in \bigcup X_{n}=X_{n+1}}. Poiché {\textstyle X_{n+1}\subseteq T}, si ha {\textstyle y\in T} e {\textstyle T} è transitivo.
Sia ora {\textstyle T_{1}} come sopra. Mostriamo per induzione che {\textstyle X_{n}\subseteq T_{1}} per ogni {\displaystyle n} e dunque che {\textstyle T\subseteq T_{1}}. Il caso base vale essendo per ipotesi {\textstyle X_{0}=X\subseteq T_{1}}. Ora supponiamo {\textstyle X_{n}\subseteq T_{1}}. Allora {\textstyle X_{n+1}=\bigcup X_{n}\subseteq \bigcup T_{1}}. Ma {\textstyle T_{1}} è transitivo, quindi {\textstyle \bigcup T_{1}\subseteq T_{1}} e dunque {\textstyle X_{n+1}\subseteq T_{1}} . Questo completa la dimostrazione.